# Brunauer Hunyadi Dalma
Brunauer Hunyadi Dalma, született Hunyadi Dalma Mária (Budapest, 1924. február 4. – Kecskemét, 2017. március 13.) nyelvész, irodalomtörténész, kritikus, újságíró.
Testvérei: Hunyadi István (Budapest, 1928 – Plobsheim, 2015) történész kutató CNRS-nél (Centre National de Recherches scientifiques); Hunyady Hedvig (1930)
A felszabadulás előtt több álnevet is használt Magyarországon: pl. Nagy Anna Mária, majd külföldön: Magdalen Lelkes, Maria Kruesz, Steve Horvat.
Férjezett nevei: Dalma H. Brunauer (Mrs. Stephen Brunauer) 1961-1986-ig, férje halála után Dalma Hunyadi Brunauer. 1984-ben, Magyarországon Brunauer Istvánné.

## Élete
Négy évig a Mátyásföldi Egyesületi Korvin Mátyás Reálgimnáziumban tanult, majd a budapesti Német Birodalmi Reáliskolában érettségizett 1942-ben. Ezt követően a Pázmány Péter Tudomány Egyetemen tanult ahol 1948-ban szerezte meg bölcsészdoktori diplomáját. 1948–49-ben a Margit Gimnáziumban dolgozott magyar–angol szakos tanárként.
1949 márciusától politikai menekültként Innsbruckban élt, majd novemberben az Egyesült Államokban telepedett le. 1949–1965 között egyetemi tanár volt Chicagóban. 1960-65-ben a chicagói WTTW TV állomáson A világirodalom fordításban című előadássorozatával a televíziós oktatás elindításában fejtett ki úttörő munkát.
1961-ben ment férjhez a magyar származású Brunauer Istvánhoz (Stephen Brunauer).
1965–1987 között a New York állambeli Clarkson Egyetemen tanított világirodalmat. 1986-ban Fulbright ösztöndíjas kutatóként dolgozott a budapesti Magyar Irodalmi Intézetben. 1989–92-ben Japánban tanított vendégprofesszorként. Miután visszatért az Egyesült Államokba, a State College of New Yorkban volt vendégtanár.
1992-ben települt vissza Magyarországra. Kecskemét közelében, Ballószögön nyugdíjas otthonban élt.

## Művei
- World Literature in Transition, 1960
- Literature and Religion, 1971
- (Brunauer Istvánnal): Dezső Kosztolányi, München, 1983